# Sagittalata lugubris
Sagittalata lugubris is een insect uit de familie van de Mantispidae, die tot de orde netvleugeligen (Neuroptera) behoort. 
Sagittalata lugubris is voor het eerst wetenschappelijk beschreven door Navás in 1926.